# Pentace truncata
Pentace truncata är en malvaväxtart som beskrevs av André Joseph Guillaume Henri Kostermans. Pentace truncata ingår i släktet Pentace och familjen malvaväxter. Inga underarter finns listade i Catalogue of Life.